# Quaid-e-Azam Trophy 2023/24
Die Quaid-e-Azam Trophy 2023/24 war die 67. Saison des nationalen First-Class-Cricket-Wettbewerbes in Pakistan. Die Karachi Whites gewann das Finale gegen Faisalabad mit 456 Runs und dadurch den Titel.

## Format
Am Wettbewerb nahmen 8 Mannschaften teil die in einer Gruppe jeder gegen jeden einmal spielt. Für einen Sieg erhielt ein Team zunächst 16 Punkte, sowie einen Zusatzpunkt wenn mit einem Innings Vorsprung gewonnen wurde und zwei Zusatzpunkte wenn durch einen Follow-On gewonnen wurde; sollte eine Mannschaft nach einem Follow-On das Spiel retten, erhielt sie einen Zusatzpunkt; für ein Unentschieden (beide Mannschaften erzielen die gleiche Anzahl an Runs) gab es 8 Punkte. Wurde kein Ergebnis erreicht und endete das Spiel in einem Remis, bekamen beide Mannschaften 5 Punkte. Zusätzlich besteht die Möglichkeit in den ersten 100 Over des ersten Innings Bonuspunkte zu sammeln. Dabei wurden bis zu 5 Punkte für erzielte Runs und bis zu 6 Punkte für erzielte Wickets vergeben. Des Weiteren war es möglich das Mannschaften Punkte abgezogen bekommen, wenn sie beispielsweise zu langsam spielten oder der Platz nicht ordnungsgemäß hergerichtet war. Am Ende der Saison wurde ein Finale der besten beiden Mannschaften ausgetragen, dessen Sieger der Gewinner der Quaid-e-Azam Trophy war.

## Vorrunde
Tabelle
| Teams          | Sp. | S | N | U | R | Bat | Bwl | WI | Punkte |
| -------------- | --- | - | - | - | - | --- | --- | -- | ------ |
| Faisalabad     | 7   | 3 | 1 | 0 | 3 | 12  | 34  | 0  | 109    |
| Karachi Whites | 7   | 2 | 0 | 0 | 5 | 12  | 31  | 0  | 100    |
| Lahore Blues   | 7   | 2 | 1 | 0 | 4 | 17  | 30  | 0  | 99     |
| Lahore Whites  | 7   | 1 | 0 | 0 | 6 | 28  | 15  | 1  | 90     |
| Peshawar       | 7   | 2 | 2 | 0 | 3 | 20  | 16  | 1  | 84     |
| Multan         | 7   | 0 | 1 | 0 | 6 | 17  | 20  | 0  | 67     |
| Rawalpidi      | 7   | 1 | 3 | 0 | 3 | 7   | 20  | 0  | 58     |
| Federal Areas  | 7   | 0 | 3 | 0 | 4 | 6   | 26  | 0  | 52     |

Spiele
| 10. – 13. September Scorecard | Lahore | Lahore Blues 248 (81.3) & 329-8 (101) | – | Lahore Whites 432 (124.5) |
|                               |        | Remis                                 |   |                           |

| 10. – 13. September Scorecard | Abbottabad | Karachi Whites 332 (103.4) & 329 (70.4) | – | Peshawar 301 (84.5) & 244 (65.3) |
|                               |            | Karachi Whites gewinnt mit 116 Runs     |   |                                  |

| 10. – 13. September Scorecard | Rawalpindi | Multan 233 (80.4) & 221 (67.1)   | – | Faisalabad 269 (80) & 186-5 (51.3) |
|                               |            | Faisalabad gewinnt mit 5 Wickets |   |                                    |

| 10. – 13. September Scorecard | Rawalpindi | Federal Areas 318 (92.1) & 225-6d (73) | – | Rawalpidi 144 (46.2) & 293-7 (98) |
|                               |            | Remis                                  |   |                                   |

| 16. – 19. September Scorecard | Lahore | Lahore Whites 407-3d (100.3) | – | Rawalpidi 232-1 (63) |
|                               |        | Remis                        |   |                      |

| 16. – 19. September Scorecard | Rawalpindi | Peshawar 263 (82.3) | – | Multan 286-7 (90) |
|                               |            | Remis               |   |                   |

| 16. – 19. September Scorecard | Rawalpindi | Karachi Whites 434-5d (114) | – | Faisalabad 122 (52.4) & 103-1 (49) (f/o) |
|                               |            | Remis                       |   |                                          |

| 16. – 19. September Scorecard | Abbottabad | Federal Areas 140 (49.1) & 214 (56) | – | Lahore Blues 314 (73.3) & 41-1 (8.2) |
|                               |            | Lahore Blues gewinnt mit 9 Wickets  |   |                                      |

| 22. – 25. September Scorecard | Rawalpindi | Faisalabad 211 (83.2) & 188-7 (51) | – | Lahore Blues 201 (59.5) |
|                               |            | Remis                              |   |                         |

| 22. – 25. September Scorecard | Rawalpindi | Karachi Whites 144 (66.1) & 1-0 (6) | – | Federal Areas 184 (70.5) |
|                               |            | Remis                               |   |                          |

| 22. – 25. September Scorecard | Lahore | Multan 346-7d (100) | – | Lahore Whites 304-6 (78) |
|                               |        | Remis               |   |                          |

| 22. – 25. September Scorecard | Abbottabad | Rawalpidi 137 (53.1) & 87 (27.2)               | – | Peshawar 317 (88.3) |
|                               |            | Peshawar gewinnt mit einem Innings und 93 Runs |   |                     |

| 28. September – 1. Oktober Scorecard | Lahore | Lahore Whites 509-9d (137.2) | – | Karachi Whites 784-5 (206.2) |
|                                      |        | Remis                        |   |                              |

| 28. September – 1. Oktober Scorecard | Abbottabad | Lahore Blues 334 (85.1) & 215 (68.2) | – | Peshawar 360 (95.4) & 192-7 (62.2) |
|                                      |            | Peshawar gewinnt mit 3 Wickets       |   |                                    |

| 28. September – 1. Oktober Scorecard | Rawalpindi | Faisalabad 112 (39.3) & 234 (74.4) | – | Rawalpidi 144 (56.3) & 204-3 (55.3) |
|                                      |            | Rawalpindi gewinnt mit 7 Wickets   |   |                                     |

| 28. September – 1. Oktober Scorecard | Rawalpindi | Multan 529-5d (111.4) | – | Federal Areas 348 (90.2) & 336-9 (128.3) (f/o) |
|                                      |            | Remis                 |   |                                                |

| 4. – 7. Oktober Scorecard | Lahore | Lahore Whites 568 (161.2) | – | Peshawar 589 (174.3) |
|                           |        | Remis                     |   |                      |

| 4. – 7. Oktober Scorecard | Abbottabad | Faisalabad 215 (79.5) & 220 (62) | – | Federal Areas 128 (43.4) & 181 (66.4) |
|                           |            | Faisalabad gewinnt mit 126 Runs  |   |                                       |

| 4. – 7. Oktober Scorecard | Rawalpindi | Lahore Blues 396 (99.3) & 126-3 (24.3) | – | Rawalpidi 176 (50.2) & 345 (109.3) (f/o) |
|                           |            | Lahore Blues gewinnt mit 7 Wickets     |   |                                          |

| 4. – 7. Oktober Scorecard | Rawalpindi | Multan 220 (50.2) & 405 (134) | – | Karachi Whites 194 (64.2) & 243-3 (82) |
|                           |            | Remis                         |   |                                        |

| 10. – 13. Oktober Scorecard | Abbottabad | Federal Areas 97 (26) & 208 (68.1)                   | – | Lahore Whites 423-8d (100) |
|                             |            | Lahore Whites gewinnt mit einem Innings und 118 Runs |   |                            |

| 10. – 13. Oktober Scorecard | Rawalpindi | Peshawar 216 (72.2) & 205 (65)   | – | Faisalabad 313 (116) & 111-4 (30.2) |
|                             |            | Faisalabad gewinnt mit 6 Wickets |   |                                     |

| 10. – 13. Oktober Scorecard | Rawalpindi | Rawalpidi 243 (84.3) & 141 (55.2)   | – | Karachi Whites 228 (66.1) & 157-9 (57.4) |
|                             |            | Karachi Whites gewinnt mit 1 Wicket |   |                                          |

| 10. – 13. Oktober Scorecard | Lahore | Multan 718-8d (179) | – | Lahore Blues 578-6 (162) |
|                             |        | Remis               |   |                          |

| 16. – 19. Oktober Scorecard | Rawalpindi | Lahore Whites 245 (52.1) & 2-1 (3) | – | Faisalabad 472 (128.2) |
|                             |            | Remis                              |   |                        |

| 16. – 19. Oktober Scorecard | Abbottabad | Peshawar 360-3 (83) | – | Federal Areas |
|                             |            | Remis               |   |               |

| 16. – 19. Oktober Scorecard | Rawalpindi | Rawalpidi 501-4 (118) | – | Multan |
|                             |            | Remis                 |   |        |

| 16. – 19. Oktober Scorecard | Lahore | Karachi Whites 161 (42) & 213-6 (54) | – | Lahore Blues 203 (58.2) |
|                             |        | Remis                                |   |                         |

## Finale
| 22. – 26. Oktober Scorecard | Lahore | Karachi Whites 543 (120.2) & 370-7d (98.1) | – | Faisalabad 124 (35.5) & 333 (88) |
|                             |        | Karachi Whites gewinnt mit 456 Runs        |   |                                  |